# بيع السلم
بيع السلم: السَلم هو في اللغة مثل السلف، وزنًا ومعنى، وهو التقديم والتسليم، وفي الشرع: اسم لعقد يوجب الملك للبائع في الثمن عاجلًا، وللمشتري في الثمن آجلًا، فالمبيع يسمى مسلما به، والثمن يسمى: رأس المال، والبائع يسمى: مسلما إليه، والمشتري يسمى: رب السلم.
وهو بعبارة أخرى بيع عين مالية موصوفة في الذمة، مؤجلة إلى أجل معلوم، مقابل ثمن حال -مدفوع في مجلس العقد- والسلم في الشرع الإسلامي يدخل في باب البيوع، قسم المعاملات في علم الفقه، وبيع السلم من البيوع التي أقرها الشرع لحاجة الناس إليها.

## تعريفه وسبب التسمية
سمي سلمًا في الفقه الإسلامي لكون الثمن مسلّمًا في مجلس العقد ويسمى السلف لتقديم الثمن فتعريفه كالتالي:
- لغة : السلف وهي لغة أهل العراق والسلم لغةٌ للحجاز.
- فقهياً : بيع موصوف في الذمة مؤجل بثمن مقبوض في مجلس العقد.

وأن يبيع موصوف بالذمة ألى أجل وقد أجمعوا على تجويزه للرتفاق
ومثاله : أن يشتري محمد مائة سيارة من نوع معين يذكر له صفتها ونوعها على أن يستلمها بعد سنة بمبلغ مدفوع في الحال.

## أركان السلم
يتكون عقد السلم من أربعة أركان:
- المسلم: وهو المشتري للبضاعة
- المُسْلَم إليه: وهو البائع الذي يقبض القيمة
- المُسلَم فيه: وهو البضاعة والمَبيع
- رأس مال السلم: وهو الثمن المقبوض أثناء العقد.

## حكمالسلم فيالإسلام
ثبتت مشروعية عقد السلم بالكتاب والسنة والإجماع.

### من القرآن
قال تعالى: ((يا أيها الذين آمنوا إذا تداينتم بدين إلى أجل مسمى فاكتبوه)) [البقرة: 282].
قال ابن عباس أشهد أن السلف المضمون إلى أجل مسمى قد أحله الله في كتابه وأذن فيه، ثم قرأ هذه الآية.
ووجه الدلالة في الآية: أنها أباحت الدين، والسلم نوع منه.
قال القاضي ابن العربي (الدين هو عبارة عن كل معاملة كان أحد العوضين فيها نقدا، والآخر في الذمة نسيئة، فإن العين عند العرب ما كان حاضرا، والدين ما كان غائبا). فدلت الآية على حل المداينات بعمومها، وشملت السلم باعتباره من أفرادها، إذ المسلم فيه ثابت في ذمة المسلم إليه إلى أجله.

### من السنة
روى البخاري ومسلم عن ابن عباس أن رسول الله ﷺ قدم المدينة والناس يسلفون في التمر السنتين والثلاث، فقال عليه الصلاة والسلام: ((من أسلف في شيء فليسلم في كيل معلوم ووزن معلوم إلى أجل معلوم)). فدل الحديث على إباحة السلم وبين الشروط المعتبرة فيه.
وروى البخاري عن محمد بن أبي المجالد قال: أرسلني أبو بردة وعبد الله بن شداد إلى عبد الرحمن بن أبزى وعبد الله بن أبي أوفى فسألتهما عن السلف؟ فقالا: كنا نصيب المغانم مع رسول الله ﷺ، فكان يأتينا أنباط من الشام فنسلفهم في الحنطة والشعير والزبيب، فقلت: أكان لهم زرع أم لم يكن لهم زرع؟ قال: ما كنا نسألهم عن ذلك.

### من الإجماع
قال ابن المنذر أجمع كل من نحفظ عنه من أهل العلم على أن السلم جائز.
وقد أجمع فقهاء المذاهب على جواز السلم، ولم يخالف في مشروعيته أحد، واستدلوا له بما ورد من النصوص والإجماع.

## الوصف الفقهي للسلم
اختلف الفقهاء في كون مشروعية السلم جارية على وفق القياس ومقتضى القواعد العامة في الشريعة، أم أنها جاءت استثناء على خلاف ذلك لحاجة الناس إلى هذه المعاقدة.

## أنواع السلم
ينقسم السلم باعتبارات مختلفة:
- فهو ينقسم بحسب التوقيت إلى السلم الحال والسلم المؤجل.
- وينقسم بحسب المسلم فيه إلى السلم في العروض أو في الحيوان أو في النقود.
- كما ينقسم بحسب نوع العقد إلى السلم العادي والسلم الموازي.

### أنواع السلم بحسب التوقيت
ينقسم السلم بحسب التوقيت عند الشافعية إلى السلم الحال والسلم المؤجل فيجوز الاتفاق على تقديم المسلم فيه في الحال دون تحديد أجل وذلك قياسًا أولويًا على السلم المؤجل.
وخالفهم الجمهور في ذلك فاشترطوا أن يكون السلم مؤجلًا إلى أجل معلوم وقرروا عدم صحة السلم الحال.

### أنواع السلم بحسب المسلم فيه
وينقسم السلم أيضا بحسب المسلم فيه إلى:
- السلم في العروض كالزروع والمواد الخام ونحوها.
- السلم في الحيوان كالإبل والبقر والغنم مع ضبط الحيوان بذكر سنه وذكورته أو أنوثته وسمنه أو هزاله وغير ذلك من الصفات.
- السلم في النقود كما ذهب لذلك الجمهور خلافًا للحنفية واشترطوا على أن يكون رأس المال من غيرها لئلا يفضي ذلك إلى الربا.

### أنواع السلم بحسب نوع العقد
ينقسم السلم من حيث نوع العقد إلى:
- السلم العادي وهو ما يبرمه العاقد مع عزمه على تنفيذه بنفسه.
- السلم الموازي وهو أن يبرم العاقد صفقة شراء بالسلم ثم يبرم صفقة بيع بالسلم دون ربط بينهما ويعزم على أن ينفذ الصفقة الثانية مما يتسلمه من الصفقة الأولى.

## شروط السلم
يشترط لصحة السلم بالإضافة لشروط البيع سبعة شروط هي :
- 1/ إمكان ضبط صفات المُسلَم فيه.
- 2/ النصّ على صفات المُسلَم فيه.
- 3/ ذكر مقدار المُسلم فيه.
- 4/ أن يكون المُسلم فيه مؤجلاً.
- 5/ أن يغلب على الظن وجوده عند حلول الأجل.
- 6/ تسليم الثمن في مجلس العقد.
- 7/ أن يكون المُسلم فيه موصوفاً في الذمة.

## صيغة بيع السلم
ينعقد السلم بلفظ البيع إن ذكرت باقي شروطه، لأن العبرة في العقود لمعانيها لا لصور ألفاظها. وإطلاق البيع مع ذكر شروط السلم، هو سلم في المعنى، فينعقد به.
واتفق الفقهاء على أن صيغة السلم يجب أن تكون منجزة يترتب عليها أثرها في الحال.
فلا يقبل التعليق على شرط، ولا الإضافة إلى زمن مستقبل.
كما اشترط جمهور الفقهاء لصحة عقد السلم ألا يكون فيه خيار شرط لأي من العاقدين وقد خالف بهذا المالكية فأجازوا شرط الخيار لمدة ثلاثة أيام، وهي المدة التي أجازوا تأخير رأس مال السلم إليها.
- يشترط في الصيغة أن تكون منجزة:

بعد هذا تجدر الإشارة إلى اتفاق الفقهاء على أن صيغة السلم يجب أن تكون منجزة يترتب عليها أثرها في الحال.
فلا يقبل التعليق على شرط، كأن يقول: إذا جاء وكيلي فقد أسلمتك مئة جنيه في أردب قمح.
ولا تقبل الإضافة إلى زمن مستقبل، كأن يقول: أسلمتك أو أسلمك مئة جنيه بعد شهر في أردب قمح.
ذلك أن من شروط صحة السلم قبض رأس ماله في مجلس العقد عند جمهور الفقهاء (خلافًا للمالكية الذين أجازوا تأخيره ثلاثة أيام)، والتعليق والإضافة كلاهما ينافيان هذا الشرط.
- يشترط في الصيغة أن تكون باتة لا خيار فيها:

اشترط جمهور الفقهاء من الحنفية والشافعية والحنابلة أن تكون صيغة السلم باتة لا خيار فيها لأي من العاقدين، وذلك لأنه عقد لا يقبل خيار الشرط، إذ يشترط لصحته تمليك رأس المال وإقباضه للمسلم إليه قبل التفرق، ووجوب تحققهما مناف لخيار الشرط.
وخالفهم في ذلك المالكية، وقالوا بجواز خيار الشرط في السلم للعاقدين أو لأحدهما أو لأجنبي ثلاثة أيام فما دون ذلك، بشرط ألا يتم نقد رأس المال في زمن الخيار، فإن نقد فسد العقد مع شرط الخيار، لتردد رأس المال بين السلفية والثمنية.
وهذا هو الرأي المعتمد في مذهبهم، وهو مبني على جواز تأخير قبض رأس مال السلم ثلاثة أيام فما دونها، لأن هذا التأخير اليسير في حكم التعجيل، فيكون معفوًا عنه ومتسامحًا فيه، إذ القاعدة الفقهية تنص على (أن ما قارب الشيء يعطى حكمه).

## صفات العاقدين
1- أهلية التصرف:
يشترط أن يكون المتعاقدان أهلًا للمعاملة والتصرف، وتتحقق هذه الأهلية في الإنسان البالغ العاقل الرشيد غير المحجور عليه بأي سببٍ من أسباب الحجر.
2- الولاية على العقد:
يشترط أن يكون للمتعاقدين ولاية على العقد، أي أن يكون للعاقد سلطة تمكنه من تنفيذ العقد وترتيب آثاره عليه، ويكون ذلك إما بتصرف العاقد أصالة عن نفسه وإما أن يكون مخولًا في ذلك بأحد طريقين:
بالنيابة الاختيارية التي تثبت بالوكالة، ولابد فيها أن يكون كل من الوكيل والموكل أهلا لإنشاء عقود المعاوضات المالية.
أو بالنيابة الإجبارية التي تثبت بتولية الشارع، وتكون لمن يلي مال المحجور عليهم من الأولياء والأوصياء.

## شروط المعقود عليه
المعقود عليه في السلم هو رأس المال، والمسلم فيه. ولهذا الركن شروط عديدة، بعضها تعود على رأس المال وبعضها تعود على المسلم فيه. وهي:

### مالًا متقومًا مما ينتفع به شرعًا
وقد اتفق الفقهاء أنه يشترط أن يكون كل من رأس المال والمسلم فيه مالًا متقومًا مما ينتفع به شرعًا، سواء أكان رأس المال نقدًا والمسلم فيه عرضًا أم كان كل منهما عرضًا. كما يشترط ألا يتحقق بينهما ربا النسيئة.
وخلافًا عن الحنفية، أجاز جمهور الفقهاء السلم في النقود على أن يكون رأس المال من غيرها، كما أجازوا أن تكون المنافع رأس مال للسلم ومسلمًا فيه. فيشترط لصحته ألا يكون البدلان مالين يتحقق في سلم أحدهما بالآخر ربا النسيئة. فقد نص جمهور الفقهاء من الشافعية والمالكية والحنابلة والظاهرية على جواز السلم في النقود، على أن يكون رأس المال من غيرها لئلا يفضي ذلك إلى ربا النساء.
ولا يجوز أن يكون أحدهما خمرا أو خنزيرا أو غير ذلك مما لا يعد مالًا منتفعًا به شرعا.

### أن يكون رأس مال السلم معلومًا
يشترط باتفاق الفقهاء أن يكون رأس مال السلم معلومًا، وذلك لأنه بدل في عقد معاوضة مالية، فلا بد من كونه معلومًا، كسائر عقود المعاوضات.

#### حالة كون رأس المال موصوفًا
في هذه الحالة يجب أن ينص في عقد السلم على جنسه ونوعه وقدره وصفته، كأن يقول رب السلم: أسلمت إليك ألف ريال سعودي أو ألف دولار أمريكي، أو أردب قمح أسترالي أو كندي، من نوع جيد أو وسط أو رديء، كبير الحب أو صغيره.. إلخ.

#### حالة كون رأس المال نقودًا
إذا كان رأس المال نقودًا، وكان في البلد نقد غالب، انصرف الإطلاق إليه، ولا يحتاج إلى التصريح بالنوع. فلو كان العقد في مصر، وقال رب السلم: أسلمتك ألف جنيه في كذا.. انصرف ذلك إلى الجنيه المصري دون السوداني أو الإسترليني.

#### حالة كون رأس المال معينًا مشاهدًا
كأن يقول رب السلم: أسلمتك هذه الدنانير في كذا إلى أجل كذا، دون أن يبين عددها. أو: أسلمتك هذه الصبرة من القمح في كذا دون بيان قدرها.
فاختلف الفقهاء في ذلك.

### تسليم رأس مال السلم في مجلس العقد
يشترط جمهور الفقهاء تسليم رأس المال في مجلس العقد، فلو تفرقا قبله بطل العقد.
أما لو عجل رب السلم بعض رأس المال في المجلس وأجل البعض الآخر فإن السلم يبطل عند جمهور الفقهاء فيما لم يقبض ويسقط بحصته من المسلم فيه، ويصح في الباقي بقسطه.

### دينًا موصوفا في الذمة
اتفق الفقهاء في اشتراط كون المسلم فيه دينًا موصوفًا في ذمة المسلم إليه، وأنه لا يصح السلم إذا جعل المسلم فيه شيئًا معينًا بذاته لأن تعيينه ينشأ عنه غرر عدم القدرة على تنفيذ العقد.
فلا يدرى أيتم هذا العقد أم ينفسخ، حيث إن من المحتمل أن يهلك ذلك الشيء المعين قبل حلول وقت أدائه، فيستحيل تنفيذه، والغرر مفسد لعقود المعاوضات المالية كما هو معلوم ومقرر.
وهذا بخلاف ما لو كان المسلم فيه دينًا موصوفًا في الذمة، إذ الوفاء يكون بأداء أية عين مثلية تتحقق فيها الأوصاف المتفق عليها.
جاء رجل إلى النبي ﷺ فقال: إن بني فلان أسلموا (لقوم من اليهود) وإنهم قد جاعوا، فأخاف أن يرتدوا.
فقال النبي ﷺ: من عنده؟
فقال رجل من اليهود عندي كذا وكذا (لشيء قد سماه) أراه قال ثلاثمائة دينار بسعر كذا وكذا من حائط بني فلان، فقال النبي ﷺ: بسعر كذا وكذا، إلى أجل كذا وكذا، وليس من حائط بني فلان.

## ما يصح أن يكون مسلمًا فيه من الأموال
بناء على اشتراط كون المسلم فيه دينًا في الذمة، فإنَّ ما لا يمكن ضبط صفاته من الأموال فلا يصح السلم فيه، لإفضاء العقد للمنازعة والمشاقة، وعدمها مطلوب شرعًا.

### أن يكون المسلم فيه معلومًا
اتفق الفقهاء على أنه يشترط لصحة السلم أن يكون المسلم فيه معلومًا مبينًا بما يرفع الجهالة عنه ويسد الأبواب إلى المنازعة بين العاقدين عند تسليمه.
كما اشترطوا بيان قدره لقوله ﷺ: ((من أسلم فليسلم في كيل معلوم ووزن معلوم)).

### أن يكون مؤجلًا
لا يشترط الشافعية الأجل في السلم، فهو يجوز حالًا كما يجوز مؤجلًا وذلك خلافا لما ذهب إليه الجمهور من كون الأجل شرط لصحة السلم فينبغي عندهم أن يكون المسلم فيه مؤجلًا.
- يشترط أن يكون المسلم فيه مؤجلًا عند الجمهور:

اشترط جمهور الفقهاء من الحنفية والمالكية والحنابلة والظاهرية لصحة السلم أن يكون المسلم فيه مؤجلًا، وقرروا عدم صحة السلم الحال.
ودليلهم على ذلك:
- قوله ﷺ: ((من أسلم فليسلم في كيل معلوم ووزن معلوم إلى أجل معلوم)). حيث أمر عليه الصلاة والسلام بالأجل في السلم، وأمره يقتضي الوجوب، فيكون الأجل من جملة شروط صحة السلم، فلا يصح بدونه.
- أن السلم جوز رخصة للرفق، ولا يحصل الرفق إلا بالأجل، فإذا انتفى الأجل انتفى الرفق، وذلك لأن المسلف يرغب في تقديم الثمن لاسترخاص المسلم فيه، والمسلم إليه يرغب فيه لموضوع النسيئة، وإذا لم يشترط الأجل زال هذا المعنى.
خالف الشافعية ما ذهب إليه جمهور الفقهاء، وقالوا بجواز السلم الحال كما هو جائز مؤجلًا. وحجتهم القياس الأولوي على السلم المؤجل، حيث إن في الأجل ضربًا من الغرر، إذ ربما يقدر المسلم إليه على تسليمه في الحال، ويعجز عند حلول الأجل، فإذا جاز مؤجلًا فهو حالًا أحرى بالجواز، لأنه أبعد عن الغرر.
- تحديد الأجل في عقد السلم:

مع أن جمهور الفقهاء - عدا الشافعية - اتفقوا على وجوب كون المسلم فيه مؤجلًا لصحة العقد، فقد اختلفوا في تحديد الأجل الأدنى الذي لا يصح السلم بأقل منه، وذلك على جملة أقوال:
- ذهب الظاهرية إلى أن الحد الأدنى للأجل أقل ما ينطبق عليه اسم الأجل لغة، ساعة فما فوقها.
- وقال الحنابلة: من شرط الأجل أن يكون مدة لها وقع في الثمن عادة، كالشهر وما قاربه. لأن الأجل إنما اعتبر لتحقيق الرفق الذي من أجله شرع السلم، ولا يحصل ذلك بالمدة التي لا أثر لها في رخص الثمن.
- يكون الأجل معلومًا:

اتفق الفقهاء على أن معلومية الأجل الذي يوفى فيه المسلم فيه شرط لصحة السلم، فإن كان الأجل مجهولا فالسلم فاسد.
اتفق الفقهاء على أن معلومية الأجل الذي يوفى فيه المسلم فيه شرط لصحة السلم، لقوله ﷺ ((من أسلم فليسلم في كيل معلوم ووزن معلوم إلى أجل معلوم)) حيث أوجب معلومية الأجل.
وعلى ذلك نص العلماء على أنه إن كان الأجل مجهولا فالسلم فاسد، سواء أكانت الجهالة متفاحشة أو متقاربة، لأن كل ذلك يفضي إلى المنازعة، وأنها مفسدة للعقد، كجهالة القدر.
ويتم العلم بالأجل بتقدير مدته بالأهلة نحو أول شهر رجب أو أوسط محرم أو يوم معلوم منه، أو بتحديده بالشهور الشمسية المعروفة عند المسلمين والمشهورة بينهم مثل أول شباط، وآخر آذار أو يوم معلوم منه. أو بتحديد وقت محل المسلم فيه بأن يقال: بعد ستة أشهر أو شهرين أو سنة ونحو ذلك.

### يكون مقدور التسليم عند محله
اتفق الفقهاء على اشتراط أن يكون المسلم فيه مقدور التسليم عند محله، وذلك بأن يكون مما يغلب وجوده عند حلول الأجل.
وعلى هذا، فلا يجوز أن يسلم في ثمر إلى أجل لا يعلم وجود ذلك الثمر فيه.

## بيع دين السلم قبل قبضه
ذهب جمهور الفقهاء إلى أنه لا يجوز بيع المسلم فيه قبل قبضه مطلقًا سواءً لمن هو في ذمته (أي للبائع: وهو ما يعرف بالاستبدال أو الاعتياض عن المسلم فيه) أو لغير من هو في ذمته (أي لغير البائع: وهو ما يعرف عموما ببيع دين السلم قبض قبضه).
وخالفهم في ذلك المالكية وما جاء في رواية عن أحمد وهو كذلك ما صححه ابن تيمية وابن القيم فقد أجازوا استبدال المسلم فيه قبل قبضه بشرط أن يكون بثمن المثل أو دونه لا أكثر منه حالا حتى لا يربح رب السلم مرتين.

## انتهاء عقد السلم

### الانتهاء بإيفاء المسلم فيه
اتفق الفقهاء على أنه ينتهي السلم بإيفاء المسلم فيه. ذلك أنه إذا حل أجل السلم المتفق عليه في العقد وجب على المسلم إليه إيفاء المسلم فيه، ووجب على المسلم قبوله إبراء لذمة المسلم إليه.
أما قبل حلول الأجل فلا يخفي أنه ليس للمسلم مطالبة المسلم إليه بالدين المسلم فيه.
اختلف الفقهاء في حالة لكن إذا أتى به المسلم إليه قبل الأجل، وامتنع المسلم من قبوله، على قولين:
- فقال المالكية: إذا دفع المسلم فيه قبل الأجل، جاز قبوله، ولم يلزم. وألزم المتأخرون قبوله في اليوم واليومين.
- وقال الشافعية والحنابلة: إذا أتى به المسلم إليه قبل محله، فينظر فيه: فإن كان مما في قبضه قبل محله ضرر على المسلم إما لكونه مما يتغير، كالفاكهة والأطعمة كلها، أو كان قديمه دون حديثة، كالحبوب ونحوها، لم يلزم المسلم قبوله لأن له غرضًا في تأخيره، بأن يحتاج إلى أكله أو إطعامه في ذلك الوقت. وإن كان مما لا ضرر عليه في قبضه، بأن يكون مما لا يتغير، كالحديد والرصاص والنحاس، فإنه يستوي قديمه وحديثه.

### الانتهاء بتعذر إيفاء المسلم فيه
ذهب جمهور الفقهاء إلى أنه إذا انقطع المسلم فيه عند حلول الأجل بحيث تعذر على المسلم إليه إيفاؤه للمسلم في وقته، فإنه يخير رب السلم بين أن يصبر إلى وجوده فيطالب به عنده، وبين أن يفسخ العقد ويرجع برأس ماله إن وجد، أو عوضه إن عدم لتعذر رده.

### الإقالة في السلم
ينتهي السلم عند الجمهور باتفاق الطرفين على الإقالة.
وتجوز الإقالة في السلم سواء قبل حلول الأجل أم بعده، وسواء أكانت قبل قبض المسلم فيه أم بعده لأنها فسخ للعقد.
ويجب على المسلم إليه أن يرد حينئذ الثمن إلى رب السلم إن كان الثمن باقيًا، أو مثله إن كان مثليًا، أو قيمته إن كان قيميًا ولم يكن باقيًا.